# Pasmo Orłowińskie
Pasmo Orłowińskie – pasmo Gór Świętokrzyskich rozciągające się od przełomu rzeki Belnianki na zachodzie, po dolinę Łagowicy na wschodzie. Zbudowane głównie z piaskowców i kwarcytów kambryjskich. Zachodnia część porośnięta jest lasem (m.in. jodły, buki, dęby i sosny). Wschodni kraniec pasma jest terenem rolniczym.
Pasmo Orłowińskie wchodzi w skład Cisowsko-Orłowińskiego Parku Krajobrazowego.
Przez pasmo przebiega niebieski szlak turystyczny z Chęcin do Łagowa.

## Główne szczyty
- Krzemionka – 336 m n.p.m.
- Hucisko – 356 m n.p.m.
- Wysokówka – 427 m n.p.m.
- Słowiec – 433 m n.p.m.
- Perlikowa – 426 m n.p.m.
- Kieł – 452 m n.p.m.